# Baikiaea plurijuga
Teck du Zambèze
Espèce
Statut de conservation UICN

 NTver 2.3 : Quasi menacé
Baikiaea plurijuga, le teck du Zambèze ou teck rhodésien, est une espèce de plantes à fleurs dicotylédones de la famille des Fabaceae, sous-famille des Caesalpinioideae. C'est un arbre originaire des régions tropicales d'Afrique australe.

## Description
Ce sont des arbres pouvant atteindre 25 mètres de haut, exploités pour leur bois très dur. Ce bois est exporté sous le nom commercial d’« umgusi ».